# فلیکس راث
فلیکس راث (انگلیسی: Felix Roth؛ زادهٔ ۱۳ نوامبر ۱۹۸۷) بازیکن فوتبال اهل آلمان است.
از باشگاه‌هایی که در آن بازی کرده‌است می‌توان به باشگاه فوتبال رایندورف آلتاخ و باشگاه فوتبال فرایبورگ اشاره کرد.